# Дарзиньш, Лаурис
Лаурис Дарзиньш (латыш. Lauris Dārziņš; род. 28 января 1985, Рига) — латвийский хоккеист, крайний нападающий.

## Биография
Воспитанник клуба БХС. Начал карьеру в 2004 году в составе клуба Западной хоккейной лиги «Келоуна Рокетс», выступая до этого на протяжении нескольких сезонов в молодёжном составе финского «Лукко». За год до своего дебюта в Северной Америке на драфте НХЛ он был выбран в 9 раунде под общим 268 номером клубом «Нэшвилл Предаторз». В «Келоуне» Дарзиньш выступал до 2006 года, играя вместе с ещё одним игроком системы «Нэшвилла» Ши Уэбером. За 2 сезона в WHL Дарзиньш провёл 90 матчей, в которых отметился 67 (32+35) набранными очками, внеся значительный вклад в победу своей команды в первенстве.

#### Возвращение в Европу
В 2006 году, так и не дождавшись контракта от «хищников», Дарзиньш принял решение вернуться в Европу, где он заключил соглашение с клубом СМ-Лиги «Ильвес». Но, проведя всего 13 игр в Финляндии, перешёл в чешский клуб «Всетин», где он также провёл лишь 13 игр, забросив в них 3 шайбы.
Летом 2007 года подписал контракт с клубом Чешской экстралиги «Оцеларжи». Проведя один матч, перешёл в белорусский «Гомель», где он смог выйти на высокий уровень, набрав 34 (17+17) очка в 32 играх, став лидером команды по заброшенным шайбам и набранным очкам. Удачная игра Дарзиньша сделала его любимцем белорусских болельщиков, которые признали его лучшим игроком сезона.

#### «Динамо» Рига
Перед началом сезона 2008/09 Дарзиньш подписал двухлетний контракт с рижским «Динамо». В своём первом сезоне в новом клубе набрал лишь 17 (8+9) очков в 56 проведённых матчах, а его команда вылетела в первом раунде плей-офф после поражения от «Динамо» Москва.
В сезоне 2009/10 в 54 матчах набрал 31 (14+17) очко, став третьим снайпером клуба. Выйдя в плей-офф, клуб выбил в первом раунде первого номера посева СКА с итоговым счётом 3-1. Однако, уже в следующем раунде рижане уступили будущему финалисту Кубка Гагарина ХК МВД 1-4. Дарзиньш плей-офф в 9 проведённых матчах набрал 6 (2+4) очков.
После окончания сезона, в связи с окончанием действия контракта возникло множество слухов об интересе к персоне Дарзиньша со стороны двукратного чемпиона КХЛ «Ак Барса». Сам Дарзиньш сообщал об интересе к нему со стороны «Нэшвилла». Тем не менее принял решение продлить своё соглашение с «Динамо».
После очередного успешного сезона в составе рижан, в котором Дарзиньш набрал 54 (26+28) очка в 56 матчах, став лучшим бомбардиром клуба, он расторг контракт.

#### «Ак Барс»
4 мая 2011 года Дарзиньш подписал контракт с казанским «Ак Барсом». Сезон 2011/12 Дарзиньш начал довольно успешно — в 15 матчах он набрал 7 (2+5) очков, однако затем в матче против ЦСКА он получил травму ключицы и выбыл из строя на 4 месяца. 31 мая 2013 года было объявлено что Дарзиньш покидает клуб.

#### «Трактор»
11 июня 2013 года Дарзиньш подписал контракт с челябинским «Трактором» Срок соглашения рассчитан на один год. 10 декабря был выставлен на драфт отказов. Спустя 4 дня «Трактор» расторг контракт по обоюдному согласию сторон.

### В сборной
Лаурис Дарзиньш принимал участие в играх за сборную Латвии на разных уровнях с 2002 года. В 17 лет он дебютировал в первом дивизионе чемпионата мира среди юниорских команд, в 5 играх набрав 3 (2+1) очка. В составе молодёжной сборной он дебютировал в 2003 году, и за 3 чемпионата мира в первом дивизионе сыграл 15 матчей, набрав 24 (12+12) очка.
В 2006 году, когда Дарзиньшу был 21 год, он впервые принял участие в играх за первую сборную, сыграв в домашнем чемпионате мира 2006 года. С тех пор Дарзиньш принимал участие во всех мировых первенствах, сыграв за это время 34 игр, и набрав 14 (11+3) очков.
В феврале 2010 года представлял свою родину на Олимпийских играх, набрав 1 (0+1) очко в 4 матчах.

## Достижения
- Чемпион WHL 2005.
- Участник матча «Всех звёзд» КХЛ 2011.
- Участник матча «Всех звёзд» КХЛ 2019.
- Участник матча «Всех звёзд» КХЛ 2020

## Статистика
| Легенда | Легенда                    | Легенда | Легенда                   | Легенда | Легенда    |
| ------- | -------------------------- | ------- | ------------------------- | ------- | ---------- |
| И       | Количество проведённых игр | Штр     | Штрафное время            | +/−     | Плюс-минус |
| Г       | Голы                       | П       | Голевые передачи          | О       | Очки       |
| -       | Статистика неизвестна      | —       | Статистика не учитывалась |         |            |

### Международная
| Турнир        | Место | Игр | Г | П | Очк | +/- | Штр |
| ------------- | ----- | --- | - | - | --- | --- | --- |
| ЮЧМ-2002 (Д1) | 2     | 5   | 2 | 1 | 3   | -2  | 2   |
| ЮЧМ-2003 (Д1) | 4     | 5   | 1 | 1 | 2   | -1  | 2   |
| МЧМ-2003 (Д1) | 4     | 5   | 2 | 2 | 4   | +3  | 0   |
| МЧМ-2004 (Д1) | 4     | 5   | 6 | 4 | 10  | +7  | 6   |
| МЧМ-2005 (Д1) | 1     | 5   | 4 | 6 | 10  | +7  | 4   |
| ЧМ-2006       | 11    | 6   | 2 | 0 | 2   | +2  | 6   |
| ЧМ-2007       | 13    | 6   | 3 | 2 | 5   | --  | 2   |
| ЧМ-2008       | 11    | 6   | 2 | 1 | 3   | +1  | 16  |
| ЧМ-2009       | 7     | 7   | 2 | 0 | 2   | -2  | 18  |
| ОИ-2010       | 12    | 4   | 0 | 1 | 1   | -2  | 10  |
| ЧМ-2010       | 11    | 6   | 1 | 0 | 1   | -4  | 0   |
| ЧМ-2011       | 13    | 3   | 1 | 0 | 1   | -3  | 4   |
| ЧМ-2013       | 11    | 7   | 5 | 1 | 6   | +2  | 2   |
| ОИ-2014       | 8     | 5   | 4 | 1 | 5   |     | 2   |
| ЧМ-2015       | 13    | 7   | 3 | 7 | 10  |     | 2   |
| ЧМ-2019       | 10    | 7   | 3 | 3 | 6   |     | 0   |